# Simpang (Cibalong)
Simpang is een bestuurslaag in het regentschap Garut van de provincie West-Java, Indonesië. Simpang telt 6448 inwoners (volkstelling 2010).